# ボアソナード・タワー

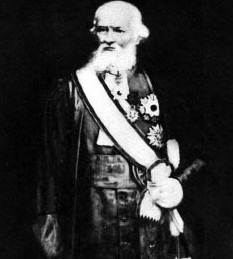
名称の由来となった、法大の祖でもあるボアソナード

ボアソナード・タワー（英名：Boissonade Tower）は、法政大学市ヶ谷キャンパスの校舎で、東京都千代田区富士見2丁目にある超高層ビル。

## 概要
2000年に、法政大学創立120周年記念事業の一環として、53年館と第Ⅱ58年館の跡地に建設された建築物である。千代田区富士見一帯の中で随一の高さを誇る建築物であり、法政大学市ヶ谷キャンパスのシンボルとして、学生の間では「ボアソ」と称され親しまれている。
建物のカラーはグレーとホワイトを基調とした落ち着いたデザインで、市ヶ谷駅方は前面に突出した形状にタワー上部側面へ「法政大學」と掲げられており、一方 飯田橋駅方は最上部より下が窪んだ外観に、タワー上部側面へローマ字の「HOSEI」をデザインしたシンボルマークが掲げられている。かつて隣接していた55年館にやや食い込む形で建設されたため、25階以下は55年館の端を取り囲む複雑なフロア形状になった。建物内には法政大学のスクールカラーである「オレンジ」と「ブルー」が多く用いられている。
国内大学の建築物としては、工学院大学の新宿キャンパス高層棟・東京医科歯科大学のM&Dタワー・大阪工業大学のOIT梅田タワーに次ぐ、4番目の高さである。
付近一帯にはボアソナード・タワーのような高層ビルが存在しないため、最上階からの展望は素晴らしいものがある。新宿・丸の内・汐留の超高層ビル群や、天候が良ければ横浜ランドマークタワー・富士山・房総半島の山々・筑波山を望むこともできる。26階スカイホールの大黒幕を開くと大きなガラス張りのウィンドウが表れ、目の前に「東京スカイツリー」が見える。

## 名称の由来
名称は大学内の公募によって決定された。名称考案者はコピーライターの勝浦雅彦（法学部卒・電通）である。法政大学の祖であり、同大学の前身である「東京法学校」の教頭として就任したボアソナード（Gustave Émile Boissonade de Fontarabie）に由来している。

## 主な施設
- B1階 フォレストガーデン
  - 350席を有する学生食堂。B1階だが半地下構造のため、ガラス越しに外濠公園の緑や市ヶ谷キャンパス正門を眺めることができる。数々の日替わりメニューが人気。
- 1階 ヘリオス
  - 学生ホール。2階まで吹き抜け構造でガラス張りのため開放感がある。
- 1階・2階 入学センター
  - 法大を目指す受験生への情報提供や相談を行っている。2006年度まではアネモスという名称の学生ホールであった。
- 2階 レインボーテラス
  - 1階ヘリオスより階段を上がった上にある軽食堂。カレーライス・サンドイッチ・フライドポテト・自分で巻けるソフトクリーム等を販売している。
- 3階 AVライブラリー・マルチメディアスタジオ・e-lounge（イーラウンジ）
  - VHS・DVDなど1500以上のタイトルを備えており、50席の個別ブースで自由に視聴できる。ここで鑑賞できる映像作品は新世紀エヴァンゲリオンテレビ版やスタジオジブリ作品といったアニメ・ライブ映像・外国語教材・ドキュメンタリー等多岐に渡る。
  - マルチメディアスタジオは本格的な音響設備やピアノ・AV設備が整っている。e-loungeには情報コンセントが設置されたテーブルが並び、私有ノートPCや富士見坂校舎2階の情報カフェテリアでレンタルしたノートPCを利用したり、設置されているプリンターよりオンデマンドプリントも行える。
- 4階～7階 情報実習室
  - 全室合計で約400台のパソコンを備え、PC関連の授業で使用されている。学生は開放時間に自由に使用可能。
- 5階～12階 演習室（小教室）
  - 主にゼミナール活動に使用する。
- 8階～10階 理科実習室
  - 文系学部の理科の授業で使用される実験室。生物科・化学科・物理科のそれぞれの科目に1つずつ設けられている。
- 18階 イノベーションマネジメント研究センター
- 19階 言語・文化センター、エコ地域デザイン研究所など
- 21階 法政大学沖縄文化研究所
- 22階 法政大学ボアソナード記念現代法研究所
- 23階 野上記念法政大学能楽研究所
- 25階 スタッフクラブ
  - 丸の内～新橋方面の展望を眺めながら、法大卒業生が食事を楽しめる施設。酒類の提供もなされている。
- 26階 スカイホール・展望スペース
  - 国内の大学でも屈指の高性能を誇る多目的ホール。多言語同時通訳システムなどがあり、ボアソナードの胸像もここにある。展望スペースには法大の歴史についてのパネル展示や、ボアソナード・タワー建設計画当時のキャンパス模型などが展示されている。
- その他、1階に三菱UFJ銀行ATM、各階に視聴覚教室や理系科目・地理学・心理学用実験室等の特殊教室、各学部・学科の事務室や資料室、各種研究所、各教授の研究室などの施設を有している。
- エレベーターは1～12階を運行するオレンジの塗装がされた低層階用が4機、B1～26階（停止階はB1・1・3・7・11・13～26階）を運行するブルーの塗装がされた高層階用が4機、全階停車の非常用が1機設置されている。それぞれ始業前の時間帯には利用が殺到し大変混雑する。

## アクセス
- JR中央総武線各駅停車・都営新宿線・東京メトロ有楽町線・東京メトロ南北線市ケ谷駅から徒歩約10分。
- JR中央総武線各駅停車・都営大江戸線・東京メトロ有楽町線・東京メトロ南北線・東京メトロ東西線飯田橋駅から徒歩約10分。

## ギャラリー

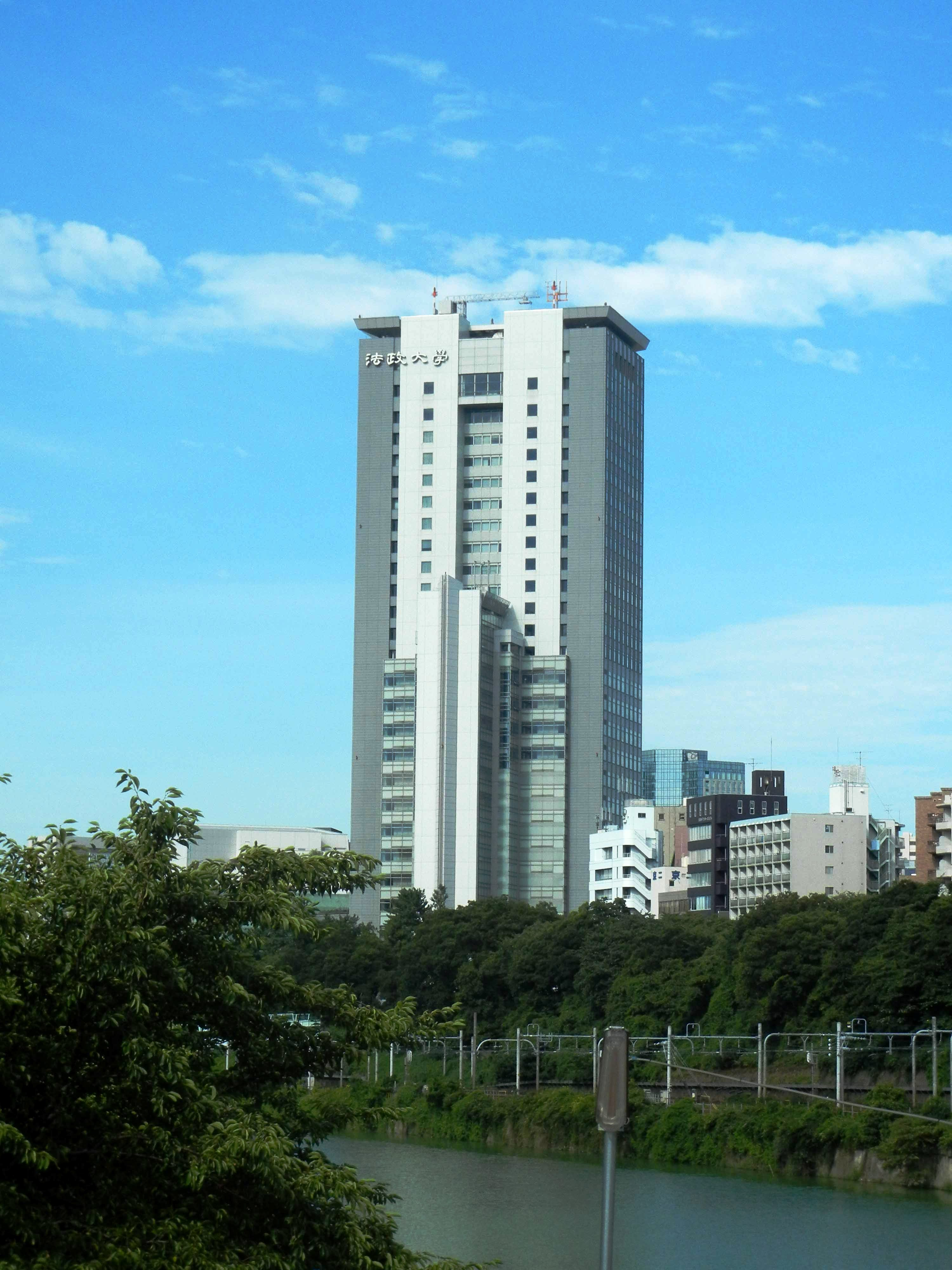
外濠・市ヶ谷駅付近からのボアソナード・タワー
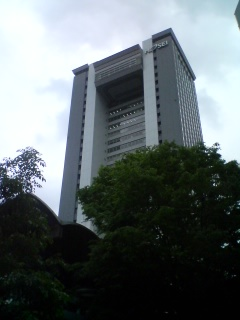
市ヶ谷キャンパス内からのボアソナード・タワー
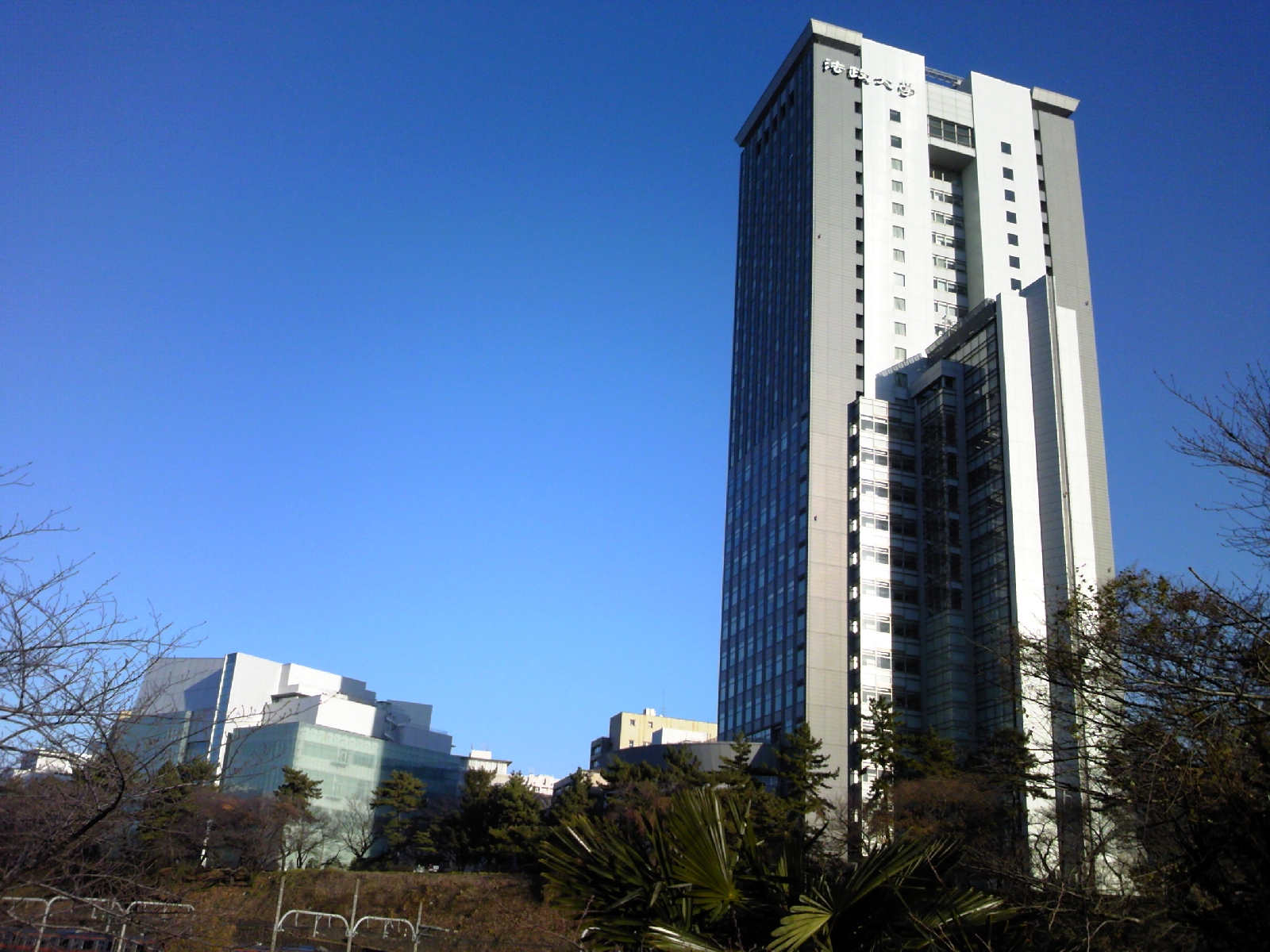
新見附橋付近からのボアソナード・タワー
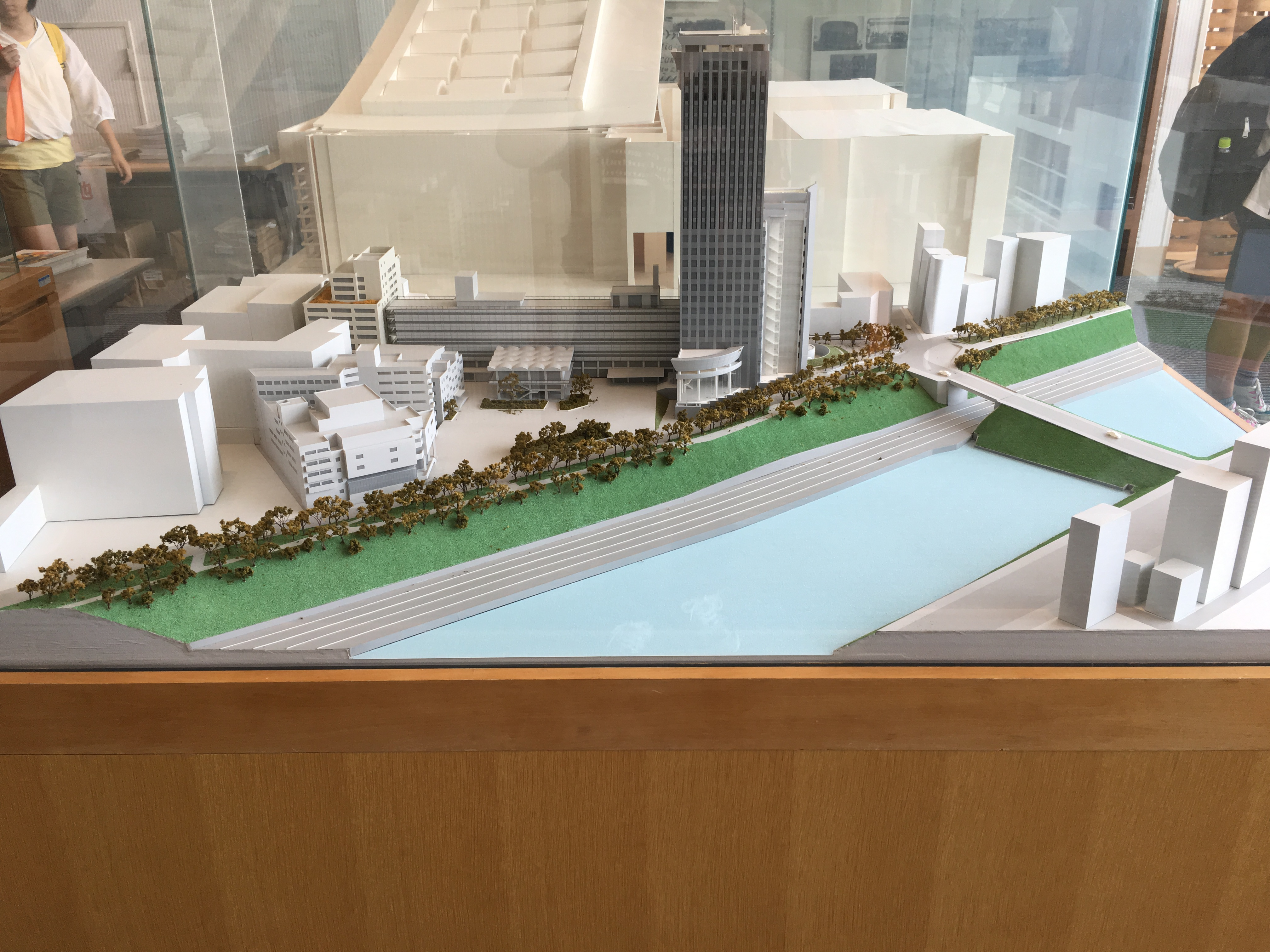
キャンパス模型
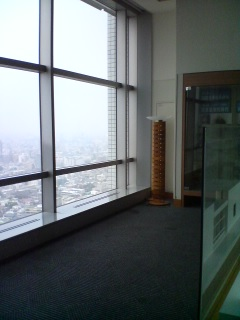
展望フロア
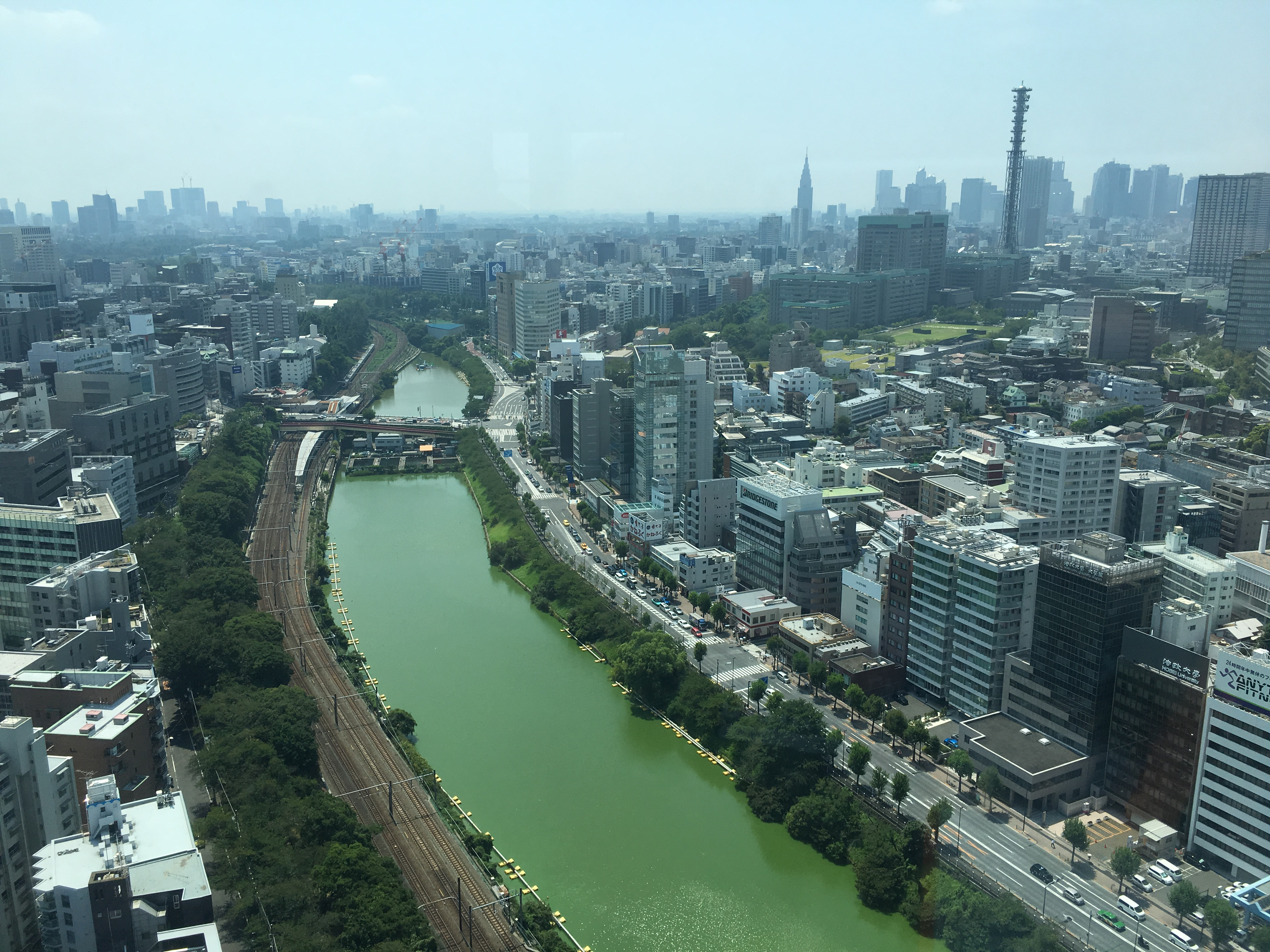
展望フロアから望んだ外濠（写真右上に防衛省市ヶ谷地区、その奥にNTTドコモ代々木ビルが見える）
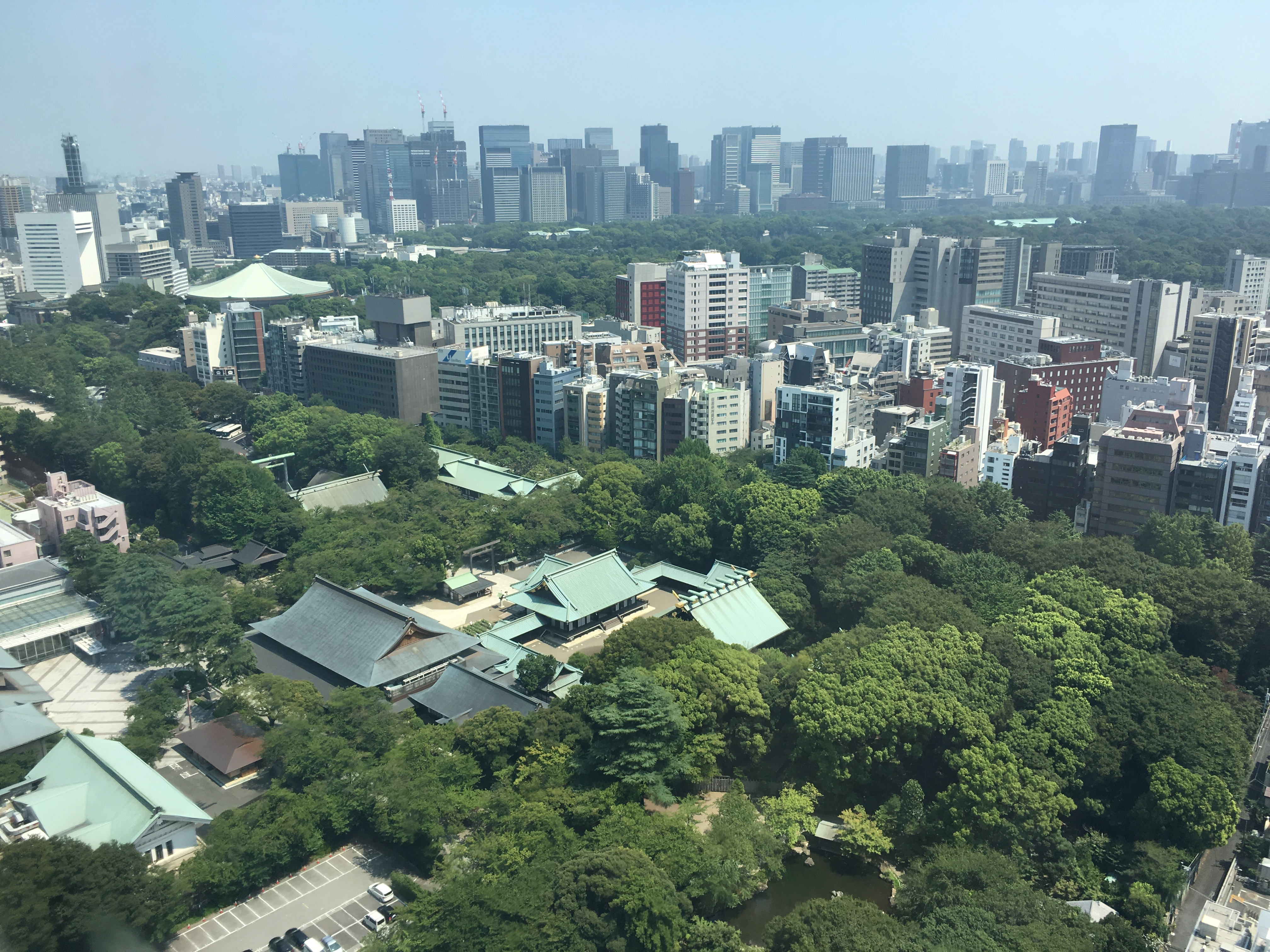
ラウンジから望んだ靖国神社